# Historia del uniforme del Universidad Católica del Ecuador
La Indumentaria de la Universidad Católica del Ecuador es el utilizado por los jugadores del «Chatoleí» tanto en competencias nacionales como internacionales.
La vestimenta titular histórica usada por el club consta de camiseta celeste con una franja azul, pantalón azul y medias azules, la cual ha sufrido diferentes cambios de diseños.
La vestimenta alternativa ha tenido varios colores como diseños, actualmente se compone de camiseta blanca, pantalón blanco y medias blancas.

## Uniforme titular
| Vestimenta Titular | Vestimenta Titular | Vestimenta Titular | Vestimenta Titular | Vestimenta Titular | Vestimenta Titular | Vestimenta Titular | Vestimenta Titular | Vestimenta Titular | Vestimenta Titular |  |
| ------------------ | ------------------ | ------------------ | ------------------ | ------------------ | ------------------ | ------------------ | ------------------ | ------------------ | ------------------ |  |
| 1963               | 1965-1969          | 1969-1973          | 1974               | 1975               | 1976-1978          | 1978               | 1979-1980          | 1980               | 1981               |  |
| 1982               | 1983               | 1984               | 1984               | 1985-1986          | 1986               | 1987               | 1987               | 1988               | 1990-1991          |  |
| 1992               | 1992               | 1993               | 1997-1998          | 1999-2000          | 2001               | 2002               | 2003               | 2004               | 2005               |  |
| 2006               | 2007               | 2008               | 2009               | 2010               | 2011               | 2012               | 2013               | 2014               | 2015               |  |
| 2016               | 2017               | 2018               | 2019               | 2020               | 2021               | 2022               | 2023               | 2024               | 2025               |  |

## Uniforme alternativo
| Vestimenta Alterna | Vestimenta Alterna | Vestimenta Alterna | Vestimenta Alterna | Vestimenta Alterna | Vestimenta Alterna | Vestimenta Alterna | Vestimenta Alterna | Vestimenta Alterna | Vestimenta Alterna |  |
| ------------------ | ------------------ | ------------------ | ------------------ | ------------------ | ------------------ | ------------------ | ------------------ | ------------------ | ------------------ |  |
| 2006               | 2007               | 2008               | 2009               | 2010               | 2011               | 2012               | 2013               | 2014               | 2015               |  |
| 2016               | 2017               | 2018               | 2019               | 2020               | 2021               | 2022               | 2023               | 2024               | 2025               |  |

## Uniforme especial
| CS 2014 Titular              | CS 2014 Alterno      | CS 2017 Tercera | Serie A 2020 Tercera | CL 2021 Tercera | CL 2022 Tercera | Conmemorativa 60 años | Serie A 2023 Tercera |
| Serie A 2024 CS 2024 Tercera | Serie A 2025 Tercera | CS 2025 Tercera |                      |                 |                 |                       |                      |

## Marcas y patrocinios
| Período         | Proveedor             |
| --------------- | --------------------- |
| 1979 - 1989     | Ninguna               |
| 1990 - 1991     | Textiles del Pacífico |
| 1992 - 1993     | Credeport             |
| 1994 - 1995     | Ninguna               |
| 1996 - 1999     | Textiles del Pacífico |
| 2001 - 2002     | Diadora               |
| 2003 - 2007     | Wilson                |
| 2008            | Diadora               |
| 2009            | Astro                 |
| 2010 - 2013     | Wilson                |
| 2014 - 2015     | Astro                 |
| 2016            | New Balance           |
| 2017            | Astro                 |
| 2018 - presente | Umbro                 |

| Período                | Auspiciador           |
| ---------------------- | --------------------- |
| 1979 - 1980            | Ninguna               |
| 1981                   | Mutualista Benalcázar |
| 1981 - 1985            | Ninguna               |
| 1986 - 1987            | Bunky                 |
| 1988 - 1989            | Ninguna               |
| 1990 - 1991            | Commodore             |
| 1992 - 1993            | Ninguna               |
| 1993                   | Ninguna               |
| 1994 - 1995            | Ninguna               |
| 1996                   | Tic Tac               |
| 1997 - 2006            | Banco Pichincha       |
| 2007                   | Fe y Alegría          |
| 2008 - 2013            | Banco Pichincha       |
| 2014 - 2015            | Discover              |
| 2016                   | Banco Pichincha       |
| 2017 - 2019            | Discover              |
| Copa Sudamericana 2019 | Banco Pichincha       |
| 2020                   | Discover              |
| 2020-2024              | Banco Pichincha       |
| 2025-presente          | Fundación Crisfe      |